# 宜花東地區鐵路提速計畫
宜花東地區鐵路提速計畫，亦稱東部高速快鐵、宜花東高速快鐵，這是針對目前臺灣鐵路東部幹線（宜蘭線、北迴線、臺東線）所提出的改善計畫，目的是將臺北市至花蓮縣間及高雄市至臺東縣間的鐵路行駛時間都縮短至90分鐘以內，將臺鐵東部幹線既有路廊升級並將臺鐵營運速度提速至160km/h（目前臺鐵最高營運速度為130km/h），改善路段北起宜蘭車站南迄臺東車站，並配合北宜鐵路提速工程計畫及南迴鐵路雙軌化暨提升為快鐵計畫，以提供東臺灣快捷的鐵路運輸服務，且落實東部低碳旅遊「快速到達、悠遊慢活」的觀光及生活環境，達到〈西部高鐵、東部快鐵〉需求，打造臺灣環島一日生活圈。

## 簡介
臺灣東部地區因受到雪山山脈、中央山脈及海岸山脈阻隔，使得交通發展長期受到阻礙，相較於臺灣西部地區經濟較不發達，人口密度也較低，是臺灣最晚開發的地區，為改善東臺灣建設發展落後於西臺灣的情況，近年來中華民國政府開始致力於改善臺灣東部交通，如公路建設：北宜高速公路、蘇花公路改善計畫、台9線南迴公路拓寬改善後續計畫及台9線拓寬改善工程等，鐵路方面：宜蘭線鐵路擴建工程、花東線鐵路瓶頸路段雙軌化暨全線電氣化計畫及南迴鐵路電氣化等工程。為因應東臺灣長期鐵路一票難求情況且未來不斷增加的運輸需求，除了公路建設以外也持續加強花東鐵路運輸，並提出「東部快鐵」計畫，目的是將臺鐵東部幹線既有路廊升級並將鐵路營運速度提速至160km/h，在不影響現行臺鐵鐵路營運的情況下，針對臺鐵窄軌系統，如何改善軌道既有線形，以及土建軌道、新建機電、號誌系統及交通立體化改善等設施，搭配電氣化、雙軌化工程等，朝快鐵營運速度160km/h發展，並比照臺灣高鐵和臺灣捷運系統朝向自動控制逐步提升營運速度，將花東之間鐵路行駛時間縮短至70分鐘，配合南迴鐵路雙軌化暨提升為快鐵計畫、北宜鐵路提速工程計畫及高鐵延伸屏東等計畫，臺北至花蓮間及高雄至臺東間都縮短至90分鐘以內，除有助紓解臺北市區、高雄市區及東部鐵路運輸能力瓶頸也大幅縮短城際旅行時間，以達成中華民國交通部所規劃的「全國高快速鐵路網發展整體規劃」一日生活圈目標。未來各計畫完成後，將可建構東部可靠、安全的交通運輸服務，並且可充分擴充運能，讓東部地區與全國國土連結更為迅速便利，達到加速東部國土與交通發展的目的，進一步均衡臺灣東西部發展。也可透過鐵路快速聯繫，將使各區域資源充分共享共榮，進一步帶動臺灣交通、產業、文化、觀光的發展，提升國家經濟發展競爭力，成為臺灣整體區域均衡再發展的重要交通骨幹。

## 規劃時程

### 2017年
- 3月2日，北宜直鐵促進會更名東部快鐵促進會，並在宜蘭縣議會大廳舉行成立大會，會內簽署「籲請政府落實東部鐵路快速化」連署書，呼籲行政院儘快將東部快鐵列入特別預算興建，讓台灣東、西部區域發展能夠平衡，發展綠色運輸[4]。

### 2019年
- 11月19日，交通部鐵道局完成「全國高快速鐵路網整體規劃」，並陳報中華民國交通部，規劃中以「西部高鐵、東部快鐵」為主軸，將臺北、花蓮、高雄、臺東間鐵路旅行時間皆可縮短至90分鐘以內，重新打造全國鐵路網並以6小時串聯臺灣環島[5]。

### 2020年
- 3月19日，立法委員傅崐萁於立法院交通委員會質詢時任交通部部長林佳龍時向交通部爭取提高中央政府補助比例及儘速核定可行性研究報告並出具同意函，與將花蓮鐵路高架化列入東部快鐵，以利後續改善花蓮交通運輸銜接東部快鐵計畫[6][7]。
- 3月27日，時任交通部部長林佳龍於花蓮視察時表示將花蓮鐵路高架化工程計畫納入東部快鐵計畫。[8][9]
- 5月15日，交通部鐵道局首次公告招標「宜花東地區鐵路提速計畫可行性研究」委託技術服務[10][11]，採限制性招標(經公開評選或公開徵求)，而後無法決標。
- 7月21日，交通部鐵道局第二次公告招標「宜花東地區鐵路提速計畫可行性研究」委託技術服務[12]，採限制性招標(經公開評選或公開徵求)，而後於9月8日決標。

### 2022年
- 1月27日，交通部召開「高鐵延伸宜蘭計畫可行性研究暨綜合規劃」環評前審查會議，並在會議中確定站址，位置於原縣政中心案以南約350公尺處，未來該計畫將配合高鐵停靠此站[13]。
- 6月9日，交通部鐵道局將東部鐵路提速推動內容函報交通部。

### 2023年
- 4月17日，立法院交通委員會邀請交通部到花蓮，針對台鐵花蓮站漏水、花蓮機場航班改善、花蓮大橋改建案和台9線花東景觀大道計畫、花蓮7大平交道立體化等交通議題進行考察，時任交通部部長王國材、時任台鐵局局長杜微、時任鐵道局局長伍勝園、立委傅崐萁、花蓮縣縣長徐榛蔚等人都到現場參與；王國材也正式宣布將原屬東部快鐵計畫的花蓮鐵路高架化改納入花東鐵路雙軌化計畫裡面，吉安車站也將高架，而整個經費由中央來全額補助進行整體的規劃[14][15]。

### 2025年
- 4月18日，交通部表示但經可行性研究後認為不可行（因時速160公里在安全上無法辦法達到），鐵道局表示相關改善項目已納入花東鐵路雙軌化計畫」修正案和南迴鐵路線型改善暨瓶頸路段雙軌化可行性研究案辦理，等計畫完成後預期能提升台鐵平均營運速度與整體運能，並強化東部地區鐵路服務品質及期朝打造環島高效鐵路網。[16]

## 車站
- 註1.：未來快鐵規劃僅停靠特等站及一等站。
- 註2.：月台配置採用未來快鐵興建完成的配置。
- 註3.：縣政中心車站配合高鐵延伸宜蘭計畫列入東部快鐵停站之一。
- 註4.：六塊厝車站配合高鐵延伸屏東計畫列入南迴快鐵停站之一。

| 車站名稱 （國音電碼）          | 漢語拼音                | 車站代碼 | 營業 里程 宜蘭起 | 等級 | 月台配置 | 續接／交會路線及備註                              | 所在地 | 所在地 |
| ------------------------------ | ----------------------- | -------- | ---------------- | ---- | -------- | ------------------------------------------------- | ------ | ------ |
| 宜花東地區鐵路提速計畫         |                         |          |                  |      |          |                                                   |        |        |
| 宜蘭線                         |                         |          |                  |      |          |                                                   |        |        |
| 宜蘭（ㄧㄌ）                   | Yilan                   | 7190     | 0.0              | 一等 | 1島2股   | 高架車站（宜蘭鐵路高架化計畫） →宜蘭線（上行端）  | 宜蘭縣 | 宜蘭市 |
| 縣政中心                       | Yilan County Government | －       | －               | －   | －       | 高架車站（宜蘭鐵路高架化計畫） 台灣高速鐵路：宜蘭 | 宜蘭縣 | 宜蘭市 |
| 蘇澳新（ㄙㄒㄣ）               | Su'aoxin                | 7130     | 18.9             | 一等 | －       | 跨站式車站 →宜蘭線（下行端）— 蘇澳車站            | 宜蘭縣 | 蘇澳鎮 |
| 北迴線                         |                         |          |                  |      |          |                                                   |        |        |
| 花蓮（ㄌㄧㄢ）                 | Hualien                 | 7000     | 98.1             | 特等 | －       | 跨站式車站 →花蓮臨港線（上行端）                  | 花蓮縣 | 花蓮市 |
| 臺東線                         |                         |          |                  |      |          |                                                   |        |        |
| 玉里（ㄩㄌㄧ）                 | Yuli                    | 6110     | 181.2            | 一等 | －       |                                                   | 花蓮縣 | 玉里鎮 |
| 臺東（ㄊㄞㄉ）                 | Taitung                 | 6000     | 249.0            | 一等 | －       |                                                   | 臺東縣 | 臺東市 |
| 南迴鐵路雙軌化暨提升為快鐵計畫 |                         |          |                  |      |          |                                                   |        |        |
| 南迴線                         |                         |          |                  |      |          |                                                   |        |        |
| 屏東（ㄆㄥ）                   | Pingtung                | 5000     | 387.5            | 一等 | －       | 高架車站                                          | 屏東縣 | 屏東市 |
| 六塊厝（ㄌㄡ）                 | Liukuaicuo              | 4470     | 388.7            | 招呼 | －       | 跨站式車站 →屏東線（下行端） 台灣高速鐵路：屏東   | 屏東縣 | 屏東市 |

## 批評
學者人士認為東部快鐵車程時間不太可能因為改標準軌距而減少多少時間、符合經費成本及增加效益不大，且近年才剛推動花東雙軌電氣化，若要改用標準軌距勢必迎來一段漫長的交通黑暗期，甚至被評論不如直接環島高鐵的規劃，如時任交通部部長吳宏謀曾建議高鐵延伸花東，時任交通部部長王國材亦提出環島高鐵規劃。
時任中華民國消費者文教基金會交通組副召集人李克聰表示若更換軌距將嚴重影響台鐵營運方式，車廂、機電設備等都要重新購買，台鐵目前最大問題仍為交通安全，大幅更動設備及營運模式致使未來將面臨巨大的困難挑戰；且台鐵改用標準軌等於要「邊營運邊改」，近幾年的雙軌電氣化投資也會出現嚴重的重疊浪費。